# 1153
Високе Середньовіччя  •  Золота доба ісламу  •  Реконкіста  •  Хрестові походи  •  Київська Русь

## Геополітична ситуація
Візантію очолює Мануїл I Комнін (до 1180). Фрідріх Барбаросса є королем Німеччини (до 1190), Людовик VII Молодий королює у Франції (до 1180).
Апеннінський півострів розділений: північ належить Священній Римській імперії, середню частину займає Папська область, більша частина півдня належить Сицилійському королівству. Деякі міста півночі: Венеція, Піза, Генуя тощо, мають статус міст-республік.
Південь Піренейського півострова в руках у маврів. Північну частину півострова займають християнські Кастилія, Леон (Астурія, Галісія), Наварра та Арагонське королівство (Арагон, Барселона). Королем Англії є Стефан Блуаський (Етьєн де Блуа, до 1154), триває громадянська війна в Англії 1135—1154. Данія розділена між Свеном III та Кнудом V (до 1157).
Ізяслав Мстиславич княжить у Києві (до 1154), Ярослав Осмомисл у Галичі (до 1187), Ізяслав Давидович у Чернігові, Ростислав Мстиславич у Смоленську, Юрій Довгорукий в Суздалі. Новгородська республіка фактично незалежна. У Польщі період роздробленості. На чолі королівства Угорщина стоїть Геза II (до 1162).
На Близькому сході існують держави хрестоносців: Єрусалимське королівство, Антіохійське князівство, графство Триполі. Сельджуки окупували Персію та Малу Азію, в Єгипті владу утримують Фатіміди, у Магрибі Альмохади потіснили Альморавідів, у Середній Азії правлять Караханіди та Каракитаї. Газневіди втримують частину Індії. У Китаї співіснують держава ханців, де править династія Сун, держава чжурчженів, де править династія Цзінь, та держава тангутів Західна Ся. На півдні Індії домінує Чола. В Японії триває період Хей'ан.

## Події
- Після смерті Володимирка Володаровича Галицьке князівство успадкував Ярослав Осмомисл.
- На південних околицях Галицького князівства постало городище Черн.
- Андронік I Комнін взяв участь у змові проти імператора Мануїла Комніна і надовго потрапив  у в'язницю.
- Одружившись з Костанцією Антіохійською, Рено де Шатільйон став антіохійським князем.
- В Єрусалимському королівстві Балдуїн III відсторонив від правління свою матір Мелісенду. У серпні він взяв Ашкелон, останню твердиню Фатімідів у Палестині.
- Королем Шотландії став Малкольм IV.
- Генріх Плантагенет висадився в Англії, прагнучи повернути трон своїй матері імператриці Матильді. Укладено Валінгфордську угоду, за якою трон залишався за Стефаном Блуаським до смерті, але його спадкоємцем ставав Генріх.
- Розпочався понтифікат Анастасія IV.
- Столиця Цзінь перемістилася в Пекін.